# De Bremer stadsmuzikanten
De Bremer stadsmuzikanten of De Bremer straatmuzikanten is een sprookje dat werd opgetekend door de gebroeders Grimm in Kinder- und Hausmärchen met het nummer KHM27.

## Het verhaal
Een ezel ontsnapt aan zijn baas, die hij al zijn jaren trouw heeft gediend, als hij hoort dat hij wegens zijn ouderdom zal worden gedood en besluit stadsmuzikant in Bremen te worden. Tijdens zijn vlucht sluit een hond, die te oud is om aan de jacht deel te nemen, zich bij hem aan. Zijn baas wilde hem doodslaan en daarom is hij gevlucht. De ezel zal de luit spelen en de hond zal op de pauken slaan.
Later ontmoeten ze een kat met een gezicht als een oorwurm; de tanden van de kat worden stomp en hij zit liever achter de haard dan op muizen te jagen. De vrouw des huizes wilde de kat daarom verzuipen. Ook de kat gaat mee richting Bremen. De drie vluchtelingen ontmoeten een haan die zit te kraaien, het geluid gaat door merg en been. De haan voorspelt mooi weer omdat het de dag van Onze Lieve Vrouw is, maar de vrouw des huizes wil de haan in de soep doen omdat er op zondag gasten komen.

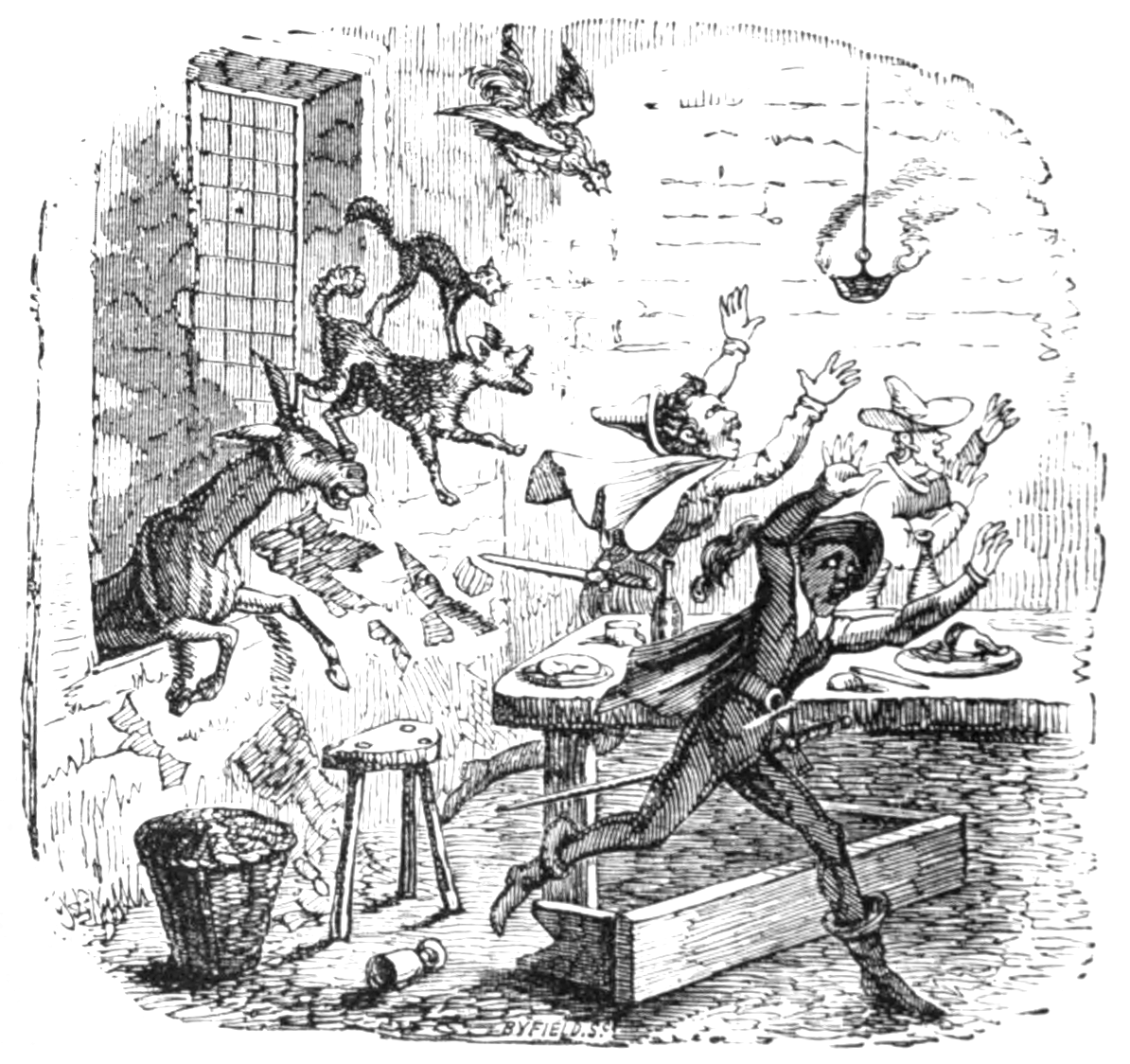
"The Waits of Bremen and the Borders", George Cruikshank, 1893

Ook de haan wordt uitgenodigd mee te gaan naar Bremen en samen mooie muziek te maken. 's Avonds komen ze in een bos en de ezel en de hond gaan onder een grote boom liggen. De kat en de haan zoeken een plek in de takken, de haan vliegt naar boven en kijkt naar de vier windstreken. Hij ziet een lichtje en roept zijn makkers, ze gaan naar die plaats en komen bij een felverlicht rovershuis.
De ezel kijkt naar binnen en ziet een gedekte tafel, hij gaat met zijn voorpoten op de vensterbank staan. De hond gaat op zijn rug en op hem klimt de kat, de haan vliegt naar boven en gaat op haar kop zitten. Dan gaan ze allemaal hun muziek maken en springen door het raam, waarna de rovers wegvluchten. Ze dachten dat er een spook binnenkwam. Ze doen zich te goed aan het eten en doen het licht uit, waarna de ezel op de mesthoop gaat liggen. De hond gaat achter de deur en de kat bij de warme as van de haard, de haan gaat op de hanenbalk zitten.
De roverhoofdman ziet dat het licht uit is gegaan en de rovers gaan terug naar het huis. De verspieder hoort geen geluid en gaat naar de keuken, hij houdt een zwavelstokje bij de ogen van de kat omdat hij denkt dat dit gloeiende kooltjes zijn. De kat springt op en spuugt en krabt, waarna de hond de verspieder in zijn been bijt. De ezel trapt hem nog met zijn achterpoot en de haan kraait vanaf de balk. De verspieder waarschuwt dat er een heks in het huis zit, bij de deur zit een man met een mes en op het erf is een zwart monster met een houten knuppel. Op het dak zit de rechter die roept om de schurk en de rovers durven het huis niet meer in. De vier Bremer muzikanten gaan er niet meer uit.

## Achtergronden

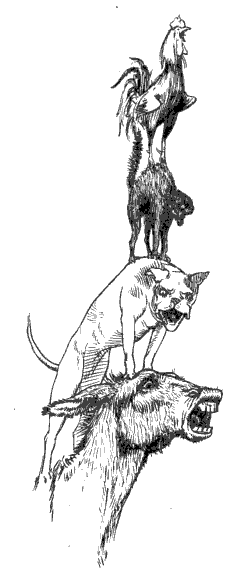
Afbeelding uit Jack en zijn kameraden, een verhaal uit de Ierse mythologie, 1892

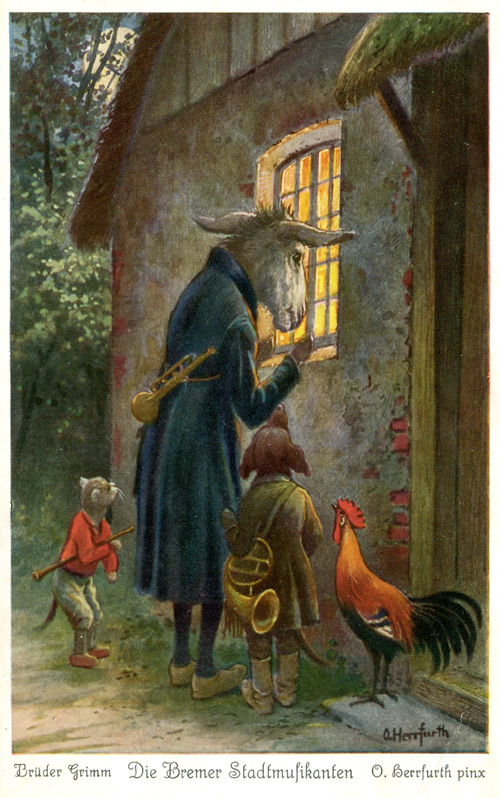
Een briefkaart met de Bremer stadsmuzikanten door Oskar Herrfurth, 1934

- Het gaat om een zeer oud verhaal dat verspreid over Europa voorkomt, maar ook in Afrika en Azië. In enkele versies zijn de rovers geen mensen, maar wilde dieren.
- Het sprookje is gebaseerd op twee vertellingen uit de omgeving van Paderborn
- Er is ook een versie waarin de haan de rovers pikt.
- In weer een andere versie worden de rovers niet bang, maar vinden ze de muziek zo mooi dat de dieren bij hen mogen blijven wonen.
- In Groningen verdrijven de hond, de haan en de kat geen rovers, maar vossen. In deze versie komt de ezel niet voor.
- Een prangende vraag is waarom vier absoluut onmuzikale dieren juist naar Bremen wilden om daar muzikant te worden. Er wordt beweerd dat de bewoners van Bremen zo onmuzikaal zijn dat ze het gebalk van een ezel, het geblaf van een hond enz. nog mooi vonden. Er wordt beweerd, ditmaal voornamelijk door de Bremers zelf, dat de stad zo tolerant is, dat er zelfs plaats is voor dit soort lawaaimakers. Toch is de meest waarschijnlijke reden die voor de bedenker(s) van het verhaal de aanleiding was de muzikanten naar Bremen te laten gaan, die dat de stad een vrije handelsstad is, waar eenieder het beroep dat hij had kon uitoefenen. Iets wat in het verleden geen vanzelfsprekendheid was. Beroepskeuze had meer met traditie en opvolging te maken, dan met vrije keuze.
- Avonturen van een groep dieren worden ook beschreven in Het gespuis (KHM10), Van het muisje, het vogeltje en de braadworst (KHM23), Meneer Korbes (KHM41), De dood van het hennetje (KHM80) en De broodkruimels op de tafel (KHM190).
- Een afgedankt dier komt ook voor in De oude Sultan (KHM48). Ook in De vos en het paard (KHM132) vindt een boer zijn paard te oud geworden, maar het dier krijgt nog één kans om te bewijzen dat het nog "nuttig" kan zijn.
- Vergelijkbaar met het Japanse sprookje over Momotaro, de hond, de fazant en de aap (ze verslaan de oni).
- Het verjagen van de groep rovers komt ook voor in De arme zigeuner en de koopman.
- In de Ierse mythologie komt een soortgelijk verhaal voor. Hij redt de dieren op zijn reis, zij willen echter geen muzikanten worden zoals in het Duitse verhaal. Hier volgen de ezel, hond, kat en haan de jongeman Jack op zijn reis. Hij wil geld verdienen tot het oogstseizoen begint, want zijn moeder en hij zijn erg arm. De ezel is in een moeras weggezakt, de hond wordt getreiterd door jongens, de kat is uitgehongerd en de haan is door een vos gegrepen (en wordt door de hond gered). In het woud van Athsalach vinden ze een hut waar rovers overnachten. Ze horen hen opscheppen over de buit en de onbetrouwbare portier die de rovers binnen liet. Ze verslaan de rovers op eenzelfde manier als in de Bremer stadsmuzikanten. In dit verhaal verlaten de dieren (en Jack) het op de rovers veroverde huis wel. De buit van de rovers wordt door hen teruggebracht naar de lord van Dunlavin. Als dank krijgen de dieren onderdak. Jack's moeder wordt ook opgehaald en hij wordt zelf tot rentmeester benoemd[1]. Er is ook een versie waar Jack met de dochter van de lord trouwt.
- Vergelijk Venka de kreupele, de kreupele kan een monster verslaan door een list. Ook hier speelt het uiterlijk en een hels kabaal een rol.

## Beeld

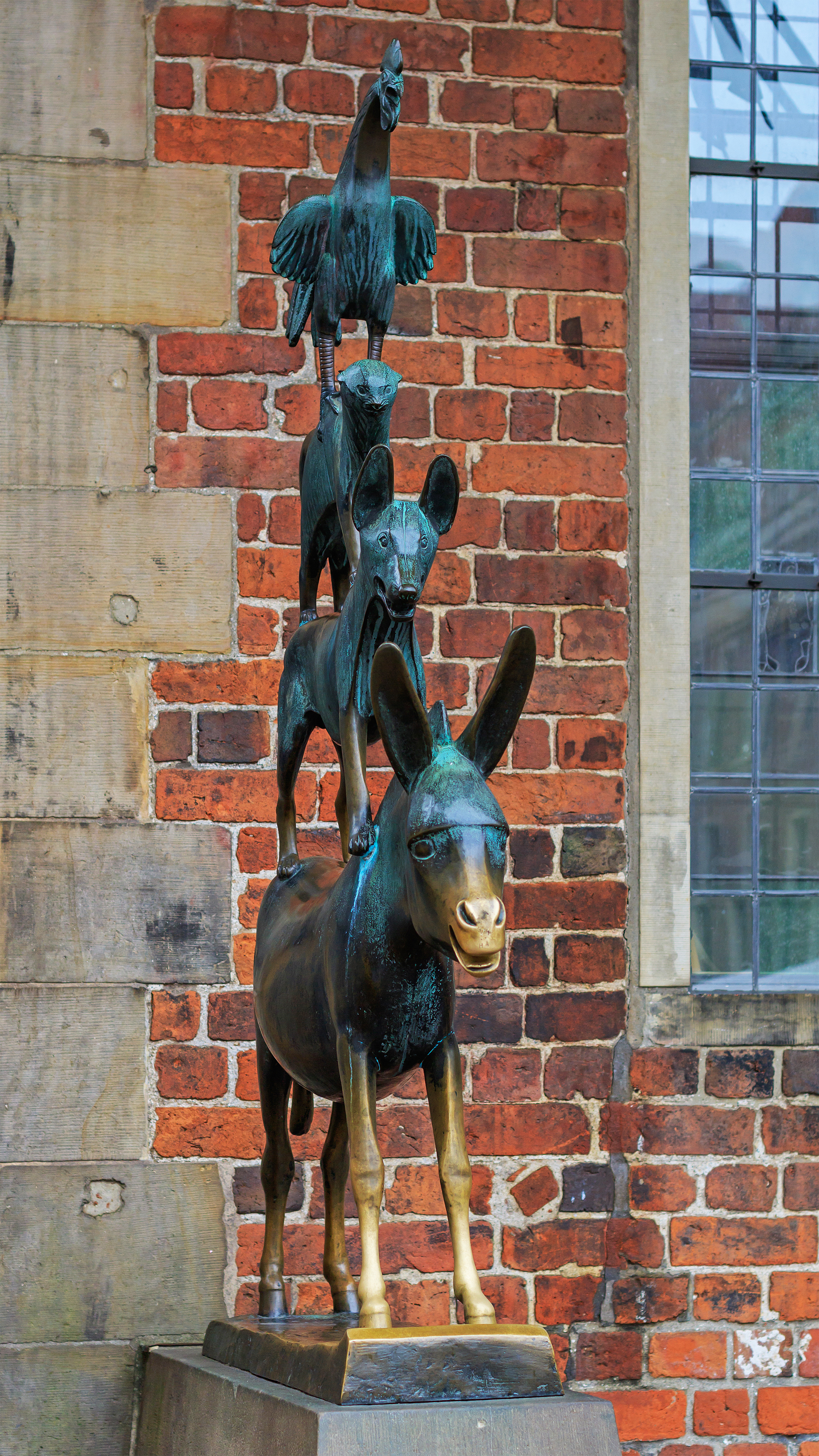
Het beeld van de vier muzikanten staat in Bremen op het marktplein naast het Stadhuis van Bremen

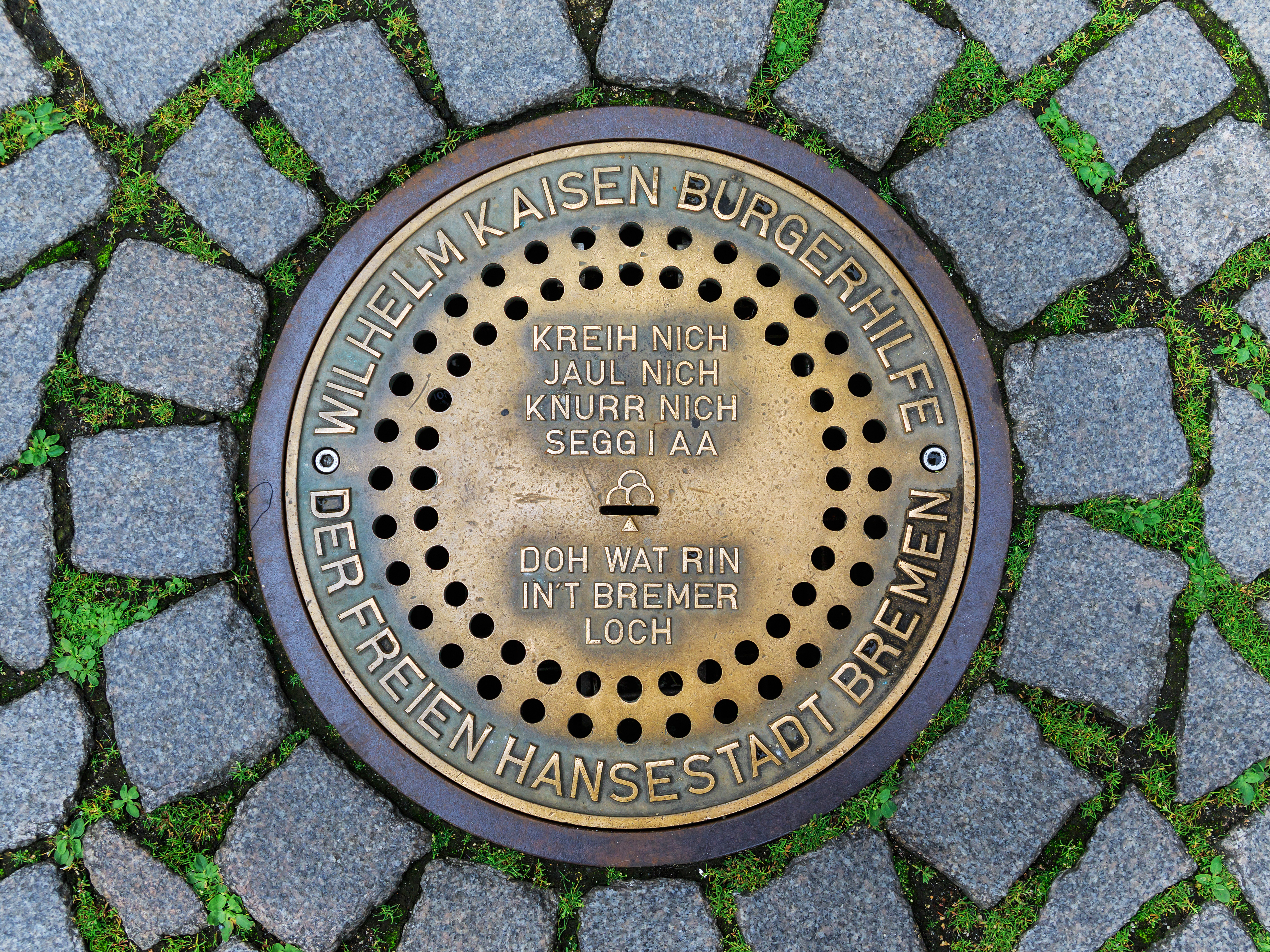
Uit het Bremer Loch (op het marktplein in Bremen) komt het geluid van de vier stadsmuzikanten

Beeldhouwer Gerhard Marcks maakte in 1953 een bronzen beeld van de vier dieren in klassieke pose, onderaan de ezel, op zijn rug de hond en daarop de kat en bovenop de haan. Het beeld staat links naast het stadhuis van Bremen.
In Bremen wordt verteld: "Houdt men de ezel met beide handen vast aan de voorbenen, dan gaat een wens in vervulling." Daarom zijn de voorbenen van het beeld glanzend. In geen geval mag men met maar één hand een been van de ezel vastpakken, want dan zou de ene ezel de andere ezel de hand reiken, zo zegt men in Bremen.
Eenzelfde beeld is door de stad Bremen geschonken aan de zusterstad Riga in Letland, en staat daar op het kerkplein.
In attractiepark De Efteling staat ook een beeld van dit sprookje, ontworpen door Michel den Dulk. De dieren staan op elkaars rug op een zuil op een fontein.

## Logo
Amivedi, een stichting voor vermiste en gevonden huisdieren, heeft als logo de vier dieren uit dit sprookje, in de klassieke pose.

## Televisieserie
In 1989 werd het sprookje ook door de Spaanse Cruz Delgado Studio's tot een animatieserie voor kinderen bewerkt, genaamd "Los Trotamúsicos". In Spanje werd deze serie op TVE uitgezonden, in Nederland door RTL 4 en in Vlaanderen door Ketnet.

## Galerij

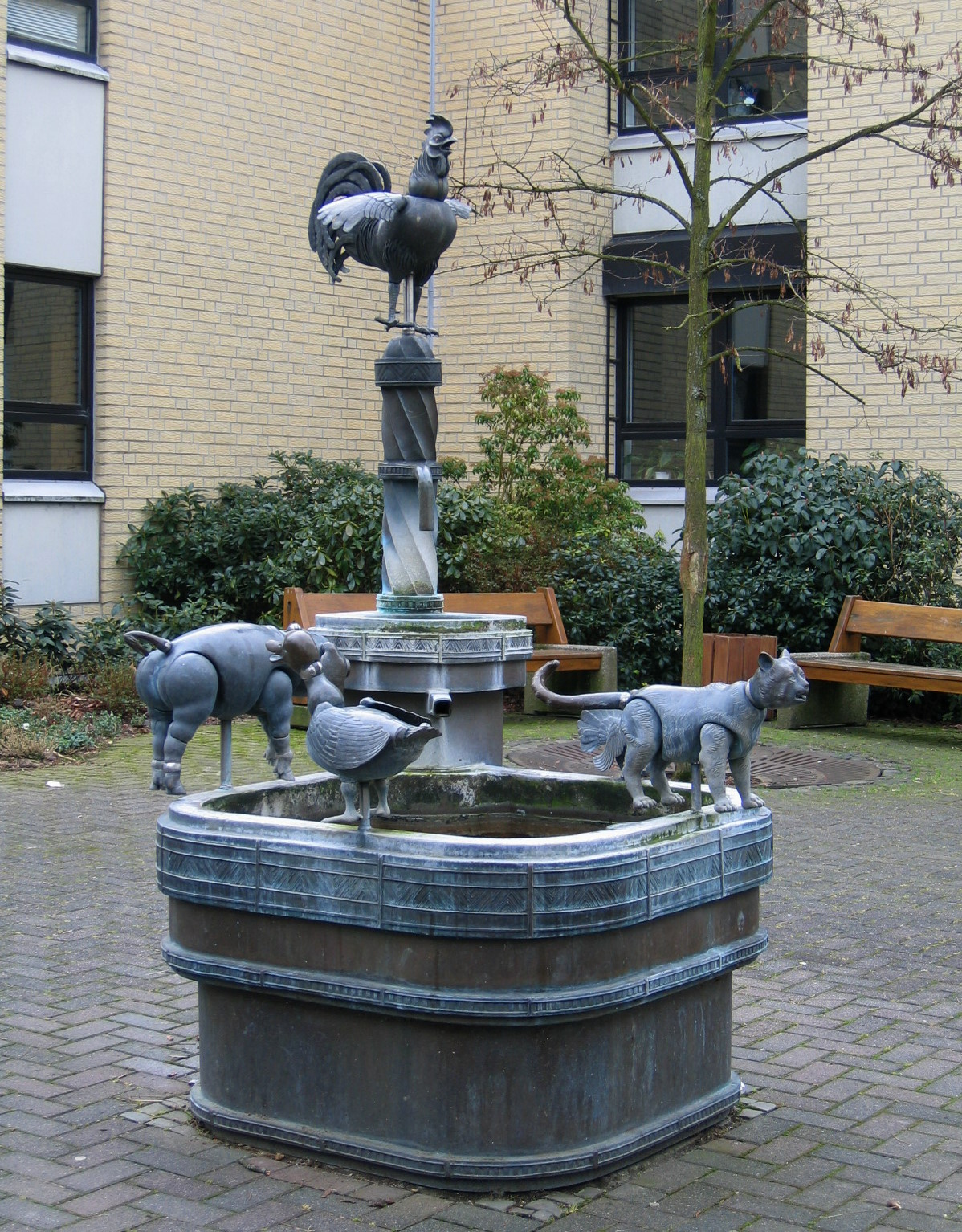
Een beeld van de vier stadsmuzikanten in Bremen (Ense)
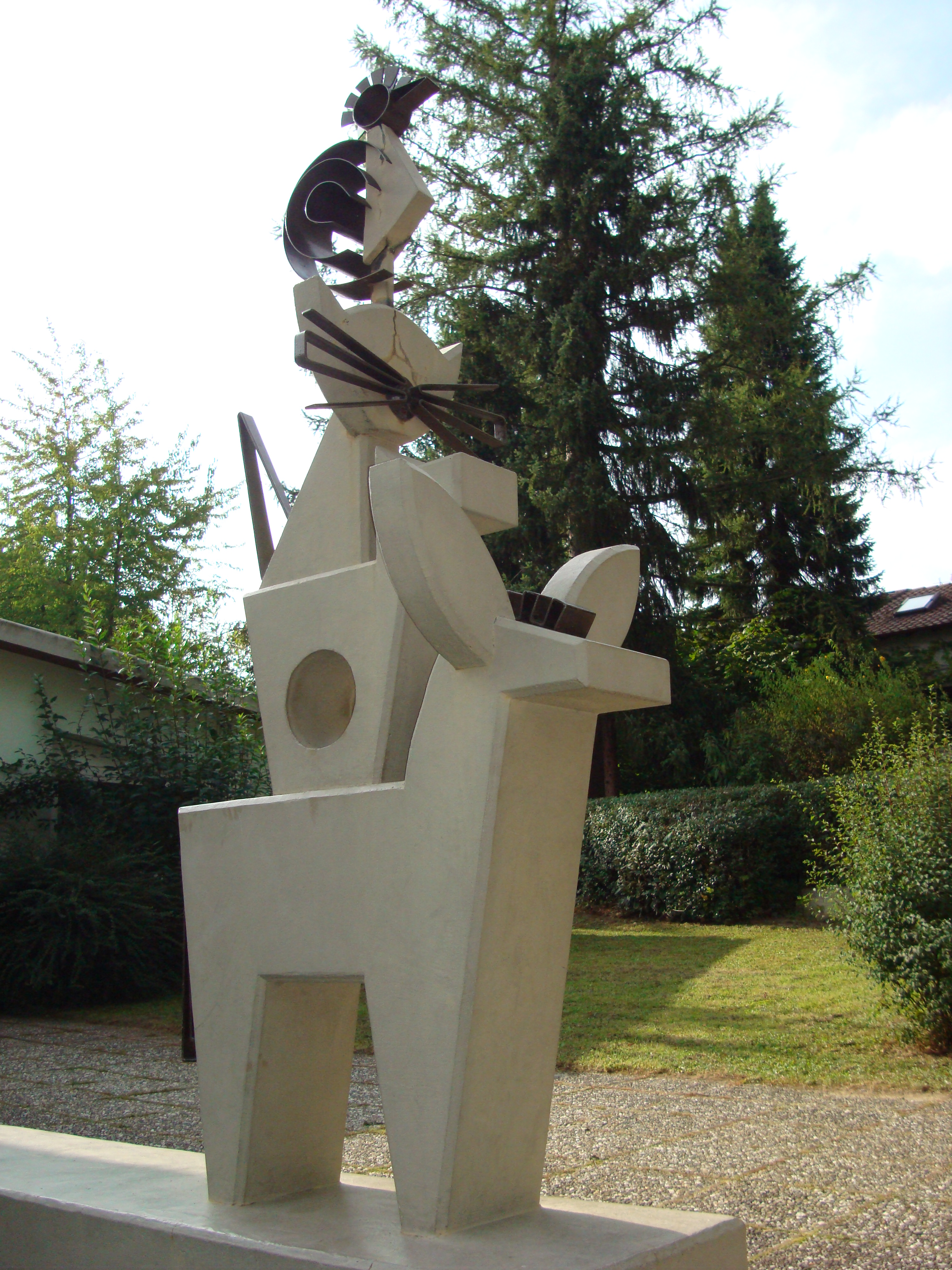
De Bremer stadsmuzikanten in Flein
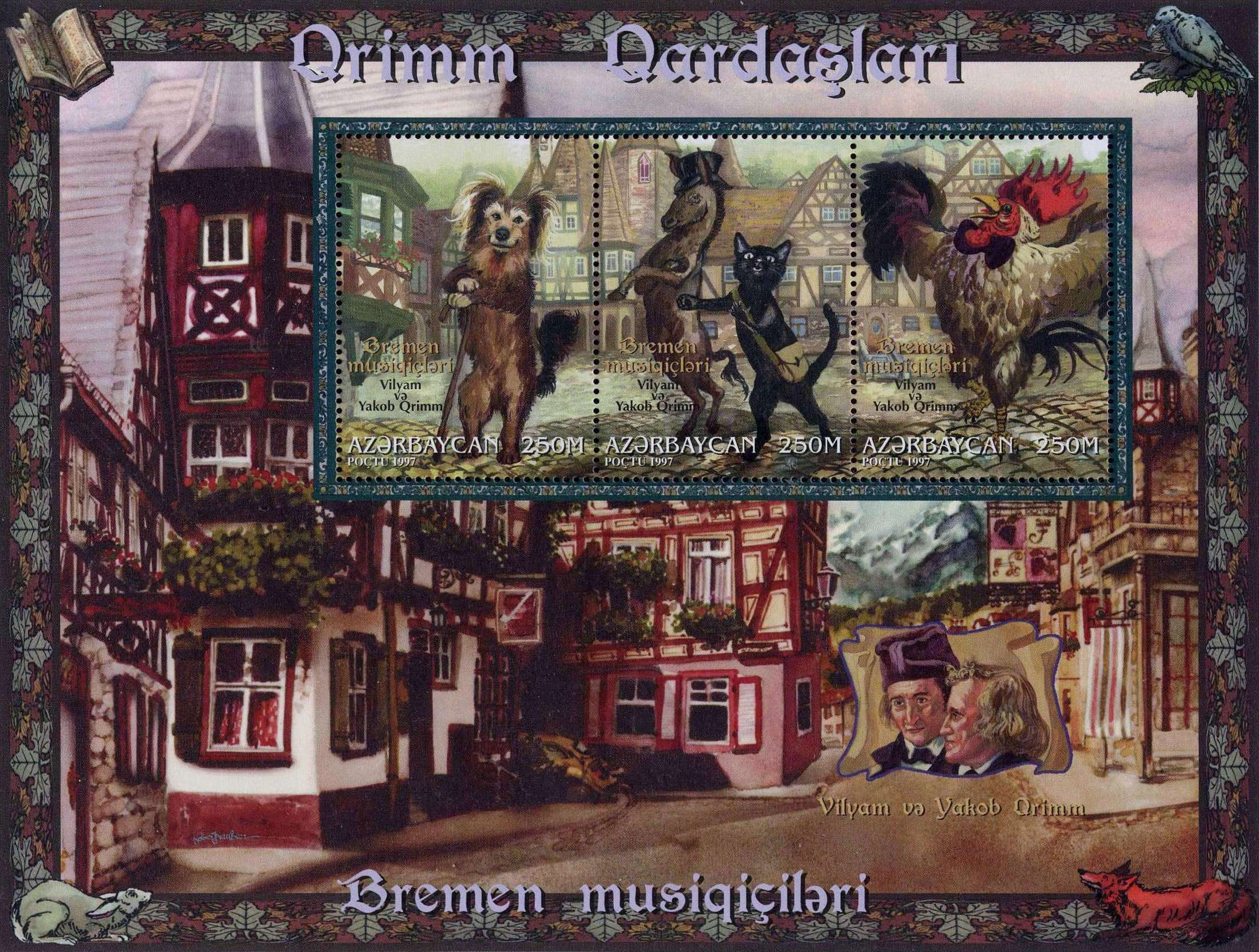
Postzegels uit Azerbeidzjan (1997)
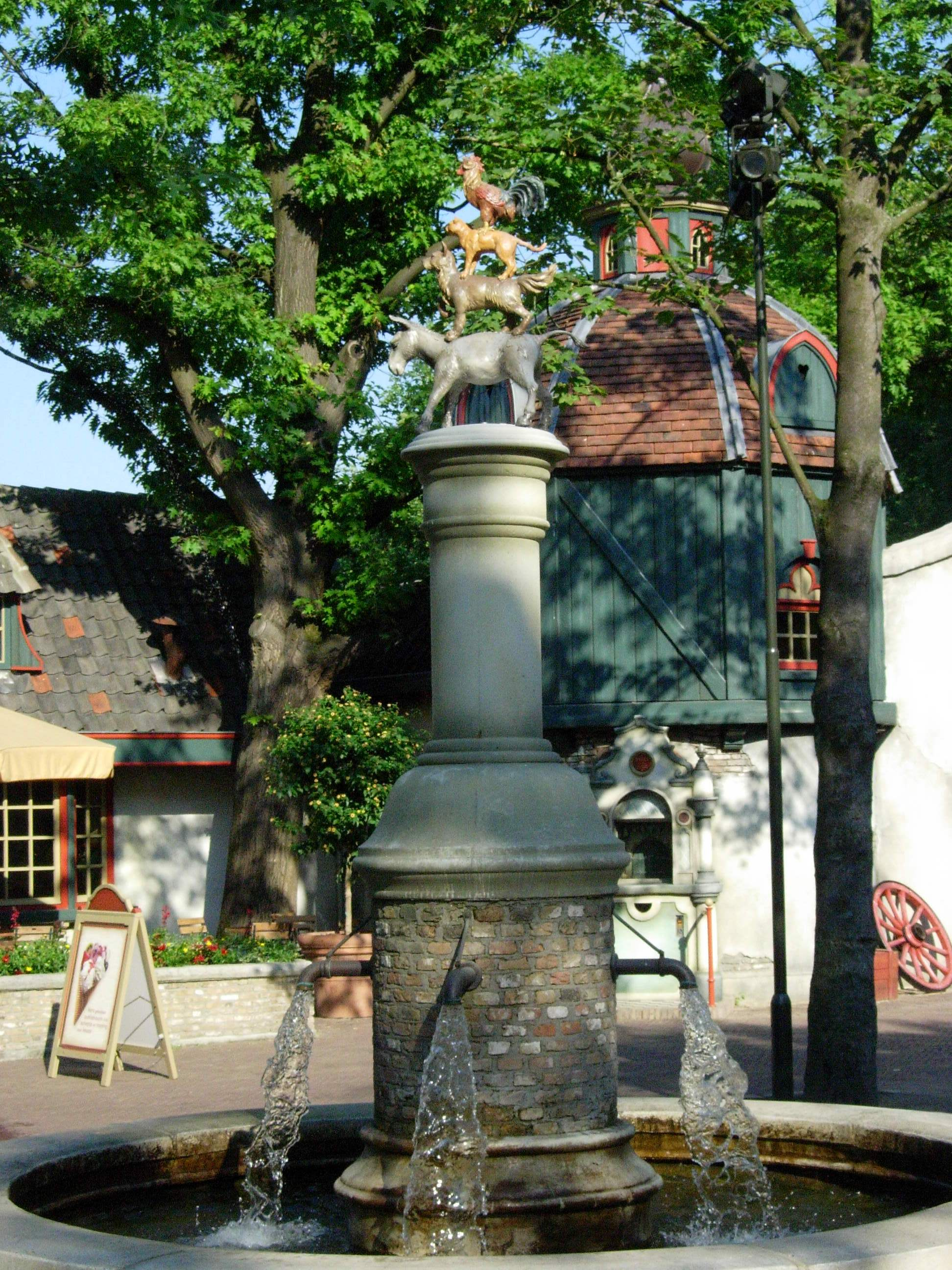
De Bremer stadsmuzikanten op het Anton Pieckplein, Efteling